# Pulau Jambu (Kampar)
Pulau Jambu is een bestuurslaag in het regentschap Kampar van de provincie Riau, Indonesië. Pulau Jambu telt 1607 inwoners (volkstelling 2010).